# Happy New Year (bài hát)
"Happy New Year" (tạm dịch: Chúc mừng năm mới) là một bài hát nhạc pop của ban nhạc Thụy Điển ABBA trong album năm 1980 của họ có tên Super Trouper (album). "Happy New Year" đã trở nên phổ biến trên thế giới mỗi kỳ Giáng Sinh và đón năm mới. Vào năm 1980, "Happy New Year" được phát hành dưới dạng một đĩa đơn ở Nhật Bản, Brasil và Bồ Đào Nha. Bài hát này lại được phát hành vào năm 1999 ở Thụy Điển và Đức. Bài hát này đặc biệt phổ biến ở Việt Nam.
Được sáng tác và phát hành từ năm 1980 nhưng "Happy New Year" ban đầu không được phát hành làm một đĩa đơn. Phiên bản tiếng Tây Ban Nha "Felicidad" đã được phát hành ở các nước nói tiếng Tây Ban Nha và đã lọt vào top 5 ở Argentina, nhưng "Happy New Year" chỉ đóng vai trò là một giai điệu phổ biến vào mỗi dịp năm mới đối với toàn thế giới. Bài hát trong nhiều năm liên tiếp đã được phát trong mỗi đêm giao thừa trên truyền hình Thụy Điển, quê nhà của ABBA. Mãi đến năm 1999, "Happy New Year" mới được phát hành chính thức làm đĩa đơn, lọt vào top 20 ở một số quốc gia. Năm 2008, bài hát được phát hành lại ở một số quốc gia, đạt vị trí 25 ở Đan Mạch, 11 ở Na Uy và 4 ở Thụy Điển. Bài hát một lần nữa lọt vào bảng xếp hạng Na Uy và Thụy Điển vào năm 2009 ở vị trí số 5 ở cả hai quốc gia, và lọt vào top 10 tại Hà Lan vào năm 2011.

## Bảng xếp hạng
| Năm       | Bảng xếp hạng                       | Vị trí cao nhất |
| --------- | ----------------------------------- | --------------- |
| 1999–2000 | Đức (GfK)                           | 75              |
| 1999–2000 | Hà Lan (Single Top 100)             | 15              |
| 1999–2000 | Na Uy (VG-lista)                    | 20              |
| 1999–2000 | Thụy Điển (Sverigetopplistan)       | 27              |
| 2005      | Nga Airplay (TopHit)                | 78              |
| 2007      | Nga Airplay (TopHit)                | 79              |
| 2007      | Thụy Điển (Sverigetopplistan)       | 22              |
| 2008      | Đan Mạch (Tracklisten)              | 25              |
| 2008      | Na Uy (VG-lista)                    | 11              |
| 2008      | Nga Airplay (TopHit)                | 95              |
| 2008      | Thụy Điển (Sverigetopplistan)       | 4               |
| 2009      | Đan Mạch (Tracklisten)              | 14              |
| 2009      | Đức (GfK)                           | 77              |
| 2009      | Na Uy (VG-lista)                    | 5               |
| 2009      | Nga Airplay (TopHit)                | 56              |
| 2009      | Thụy Điển (Sverigetopplistan)       | 5               |
| 2010      | Đan Mạch (Tracklisten)              | 16              |
| 2010      | Đức (GfK)                           | 88              |
| 2010      | Na Uy (VG-lista)                    | 11              |
| 2010      | Nga Airplay (Tophit)                | 86              |
| 2010      | Thụy Điển (Sverigetopplistan)       | 9               |
| 2011      | Đan Mạch (Tracklisten)              | 15              |
| 2011      | Đức (GfK)                           | 93              |
| 2011      | Hà Lan (Single Top 100)             | 8               |
| 2011      | Na Uy (VG-lista)                    | 18              |
| 2011      | Thụy Điển (Sverigetopplistan)       | 42              |
| 2012      | Đan Mạch (Tracklisten)              | 26              |
| 2012      | Đức (GfK)                           | 75              |
| 2012      | Hà Lan (Single Top 100)             | 11              |
| 2012      | Thụy Điển (Sverigetopplistan)       | 51              |
| 2013      | Đức (GfK)                           | 83              |
| 2013      | Hà Lan (Single Top 100)             | 17              |
| 2013      | Slovenia (SloTop50)                 | 21              |
| 2013      | Thụy Điển (Sverigetopplistan)       | 57              |
| 2014      | Đức (GfK)                           | 83              |
| 2014      | Đan Mạch (Tracklisten)              | 38              |
| 2014      | Hà Lan (Single Top 100)             | 24              |
| 2014      | Slovenia (SloTop50)                 | 44              |
| 2014      | Thụy Điển (Sverigetopplistan)       | 54              |
| 2015      | Hà Lan (Single Top 100)             | 48              |
| 2016      | Slovenia (SloTop50)                 | 40              |
| 2016      | Thụy Điển (Sverigetopplistan)       | 73              |
| 2018      | Slovenia (SloTop50)                 | 33              |
| 2018      | Anh Quốc Physical Chart (OCC)       | 3               |
| 2019      | Slovenia (SloTop50)                 | 46              |
| 2019      | Thụy Sĩ (Schweizer Hitparade)       | 86              |
| 2020      | Slovenia (SloTop50)                 | 33              |
| 2021      | Slovenia (SloTop50)                 | 18              |
| 2022      | Phần Lan Airplay (Radiosoittolista) | 93              |
| 2022      | Nga Airplay (TopHit)                | 88              |
| 2022      | Việt Nam (Vietnam Hot 100)          | 29              |
| 2023      | Nga Airplay (Tophit)                | 89              |
| 2024      | Latvia Airplay (TopHit)             | 9               |
| 2024      | Litva Airplay (TopHit)              | 3               |
| 2024      | Na Uy (VG-lista)                    | 4               |
| 2024      | Nga Airplay (TopHit)                | 85              |
| 2024      | Thụy Điển (Sverigetopplistan)       | 9               |

## Chứng nhận
| Quốc gia                                                    | Chứng nhận | Số đơn vị/doanh số chứng nhận |
| ----------------------------------------------------------- | ---------- | ----------------------------- |
| Đan Mạch (IFPI Đan Mạch)                                    | Vàng       | 45.000‡                       |
| ‡ Chứng nhận dựa theo doanh số tiêu thụ và phát trực tuyến. |            |                               |